# Ceradocus chevreuxi
Ceradocus chevreuxi is een vlokreeftensoort uit de familie van de Maeridae. De wetenschappelijke naam van de soort is voor het eerst geldig gepubliceerd in 1939 door Sheard.